# Covas (Vila Nova de Cerveira)
Covas es una freguesia portuguesa del municipio de Vila Nova de Cerveira, con 29,16 km² de superficie y 675 habitantes (2011).
Su densidad de población es de 23,1 hab/km².